# 小川郵便局 (岩手県)
小川郵便局（こがわゆうびんきょく）は岩手県下閉伊郡岩泉町にある郵便局。民営化前の分類では集配特定郵便局であった。局番号は83049。

## 所在地
〒028-5699 岩手県下閉伊郡岩泉町門字町71-5

## 沿革
- 1880年（明治13年）7月1日 - 門村（かどむら）郵便局（五等）として開設[1]。
- 1885年（明治18年）10月1日 - 貯金取扱を開始。
- 1893年（明治26年）4月1日 - 為替取扱を開始。
- 1906年（明治39年）1月1日 - 門郵便局に改称。
- 1909年（明治42年）7月6日 - 小川郵便局に改称。
- 1978年（昭和53年）7月26日 - 電話交換業務を岩泉電報電話局に移管[2]。
- 2007年（平成19年）10月1日 - 民営化に伴い、併設された郵便事業岩泉支店小川集配センターに一部業務を移管。
- 2012年（平成24年）10月1日 - 日本郵便株式会社の発足に伴い、郵便事業岩泉支店小川集配センターを小川郵便局に統合。

## 取扱内容
- 郵便、印紙、ゆうパック、内容証明
- 貯金、為替、振替、振込、国債
- 生命保険、バイク自賠責保険
- ゆうちょ銀行ATM
- 下閉伊郡岩泉町内の一部地域（〒028-56xx）の集配業務

## 周辺
- 岩泉町役場小川支所
- 岩泉町立小川中学校
- 岩泉町立門小学校
- 小川バイパス（国道340号・国道455号）

## アクセス
- JRバス東北（早坂高原線）「岩手小川」停留所下車
- 駐車場あり：3台